# United States Navy Installations Command

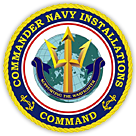
Sigill

Commander, Navy Installations Command (förkortning: CNIC) är ett kommado inom USA:s flotta som förvaltar dess baser och markområden på land, genom 11 regioner som fungerar som värdförband för baserna i sitt geografiska område. Befälhavaren för CNIC är en viceamiral som lyder under chefen för USA:s flotta.
Den nuvarande organisationen med regioner infördes 1999 (med CNIC som överordnad från 2003) och ersatte en mer decentraliserad organisation efter att tidigare distrikt avskaffades 1980.

## Regioner
| Sigill | Namn                                         | Region omfattar | Not         |
| ------ | -------------------------------------------- | --- | ----------- |
|        | Naval District Washington                    | District of Columbia samt delar av Maryland och Virginia i storstadsområdet. | [ 3 ] [ 1 ] |
|        | Navy Region Northwest                        | Alaska, Washington, Oregon, Idaho, Montana, Wyoming, North Dakota, South Dakota, Nebraska, Minnesota & Iowa | [ 3 ] [ 1 ] |
|        | Navy Region Southwest                        | Kalifornien, Nevada, Utah, Arizona, Colorado & New Mexico | [ 3 ] [ 1 ] |
|        | Navy Region Southeast                        | Kansas, Oklahoma, Texas, Missouri, Arkansas, Louisiana, Tennessee, Mississippi, Alabama, Georgia, Florida & South Carolina | [ 3 ] [ 1 ] |
|        | Navy Region Mid-Atlantic                     | Wisconsin, Illinois, Michigan, Indiana, Ohio, Kentucky, North Carolina, Virginia, West Virginia, Maryland, Delaware, Pennsylvania, New Jersey, New York, Connecticut, Rhode Island, Massachusetts, Vermont, New Hampshire & Maine | [ 3 ] [ 1 ] |
|        | Navy Region Hawaii                           | Hawaii | [ 3 ] [ 1 ] |
|        | Navy Region Europe, Africa, Central          | Europa, Afrika & Sydvästasien | [ 3 ] [ 1 ] |
|        | Navy Region Japan                            | Japan, Indiska oceanen | [ 3 ] [ 1 ] |
|        | Navy Region Korea                            | Sydkorea | [ 3 ] [ 1 ] |
|        | Joint Region Marianas                        | Guam & Nordmarianerna | [ 3 ] [ 1 ] |
|        | Navy Region Center/ Singapore Area Commander | Singapore | [ 3 ] [ 1 ] |